# Ernesto Aurelio Ghiglione
Ernesto Aurelio Ghiglione OFM (* 23. Oktober 1884 in Genua, Königreich Italien; † 8. Juni 1964) war ein italienischer Ordensgeistlicher und römisch-katholischer Apostolischer Vikar von Benghazi.

## Leben
Ernesto Aurelio Ghiglione empfing am 13. Juni 1908 das Sakrament der Priesterweihe für die Ordensgemeinschaft der Franziskaner.
Am 5. Juli 1951 wurde er zum Titularbischof von Gauriana und zum Apostolischen Vikar von Benghazi ernannt. Die Bischofsweihe spendete ihm am 23. September desselben Jahres der Erzbischof von Genua, Giuseppe Siri; Mitkonsekratoren waren der Bischof von Ventimiglia, Agostino Rousset, und der emeritierte Bischof von Hengyang, Raffaele Angelo Palazzi OFM.
Bischof Ernesto Aurelio Ghiglione war als Konzilsvater Teilnehmer der ersten beiden Sitzungsperioden des Zweiten Vatikanischen Konzils. Das Amt des Apostolischen Vikars von Benghazi bekleidete er bis zu seinem Tod am 8. Juni 1964.